# Franz von Baader
Franz Xaver von Baader (ur. 27 marca 1765 w Monachium, zm. 23 maja 1841 tamże) – niemiecki filozof, profesor Uniwersytetu w Monachium.

## Życiorys
Urodzony w Monachium jako trzeci syn F. P Baadera, lekarza nadwornego elektora Bawarii. Obaj jego bracia wyróżnili się – starszy, Klemens, jako literat, młodszy, Joseph (1763-1835), jako inżynier. Franz studiował medycynę w Ingolstadt i Wiedniu, po czym przez krótki czas pomagał ojcu w praktyce lekarskiej. Życie lekarza nie spodobało się Franzowi, który postanowił zostać inżynierem górniczym. Studiował u Abrahama Gottloba Wernera we Freibergu, podróżując przez wiele regionów górniczych północnych Niemiec, a przez cztery lata (1792-1796) przebywając w Anglii.
Zaznajomił się tam z dziełami Jakuba Böhmego i z ideami Davida Hume'a, Davida Hartleya i Williama Godwina, które jednak uznał za obrzydliwe. Bardziej natomiast przypadły mu do gustu spekulacje mistyczne Mistrza Eckharta, Louisa Claude'a de Saint-Martin, a przede wszystkim właśnie Jakuba Böhmego. W 1796 r. powrócił z Anglii, zaznajamiając się w Hamburgu z F. H. Jacobim, zawierając z nim przyjaźń. Studiował wtedy fragmenty myśli Friedricha Schellinga, a dzieła filozoficzne które, wtedy publikował, były pod silnym wpływem właśnie tego filozofa. Mimo to trudno nazwać von Baadera uczniem Schellinga – można raczej powiedzieć, że dał więcej niż otrzymał. Z Schellingiem także zawarł przyjaźń, która trwała do ok. 1822 r., kiedy potępienie współczesnej filozofii, jakie von Baader wystosował w liście do cara Aleksandra I, całkowicie oddzieliło go od Schellinga.
Przez cały ten czas von Baader wciąż poświęcał się profesji inżyniera. Otrzymał nagrodę w wysokości 12 000 guldenów za swoją metodę zastosowania soli glauberskiej zamiast potażu przy wyrobie szkła. W latach 1817–1820 zajmował posadę superintednenta kopalni, a w nagrodę za swoje usługi dostąpił nobilitacji. Przeszedł na emeryturę w 1820 r., wkrótce po czym opublikował jedno ze swoich najlepszych dzieł, Fermenta Cognitionis 6 części, 1822-1825, w którym zwalcza najnowszą filozofię i zaleca studiowanie dzieł Jakoba Boehmego. W 1826 r., gdy przeniesiono do Monachium uniwersytet z Landshut, został mianowany tam profesorem filozofii i teologii spekulatywnej. Niektóre z wykładów, które tam wygłaszał, opublikował pod postacią dzieła Spekulative Dogmatik, 4 części, 1827-1836. W 1838 r. przeciwstawił się wpływowi Kościoła rzymskokatolickiego, do którego należał, na sprawy państwowe, za co został na trzy lata (które stanowiły ostatnie lata jego życia) wyłączony z możliwości udzielania wykładów w zakresie filozofii religii.
Został pochowany na Starym Cmentarzu Południowym w Monachium.

## Myśl
Jest wyjątkowo trudno streścić filozofię von Baadera, gdyż wyrażał on swoje myśli za pomocą niejasnych aforyzmów, mistycznych symboli i analogii (zob. Eduard Zeller, Ges. d. deut. Phil. 732, 736). Myśl swoją wykłada przeważnie w osobnych krótkich esejach, w komentarzach do pism Boehmego i Louisa Claude'a de Saint-Martin, w swojej rozległej korespondencji i w czasopismach. Mimo to da się wyróżnić najbardziej istotne momenty wyznaczające strukturę jego dzieła filozoficznego. Von Baader zaczyna od tezy, że rozum ludzki nie może nigdy sam z siebie osiągnąć celu, do którego dąży, i zauważa, że nie możemy odrzucić pierwotnych przekonań wpajanych nam przez wiarę, religię i tradycję. Jego punkt widzenia można nawet określić jako pewną formę myśli scholastycznej – tak jak scholastycy wierzy on, że filozofia i teologia nie są przeciwstawnymi czy osobnymi gałęziami wiedzy, ale że rozum ma za zadanie uczynić jasnymi prawdy przekazane ludziom przez autorytet i objawienie. Ale w swoim dążeniu do ciągłego zbliżania ku sobie królestw wiary i wiedzy zwraca się bardziej ku mistycyzmowi Eckharta, Paracelsusa i Boehmego niż do scholastycznych doktorów. Według niego nasze istnienie zależy od faktu, że jesteśmy myślani przez Boga (cogitor ergo cogito et sum), a cała samoświadomość jest zarazem w Bogu – świadomości. Nasza wiedza to nigdy nie jest po prostu scientia, ale zawsze conscientia, wiedza za pomocą czegoś, świadomość czegoś – partycypacja w Bogu.
Filozofia von Baadera jest więc także teozofią. Bóg nie jest zwykłym bytem abstrakcyjnym (substantia), ale trwającym wiecznie procesem, aktywnością (actus). W tym procesie, tym samotworzeniu się Boga, możemy wyróżnić dwa aspekty – immanentny albo ezoteryczny, i eminentny albo egzoteryczny. Bogu przysługuje realność tylko, o ile jest On absolutnym duchem, a może w ogóle stać się duchem tylko, o ile jako prosta wola jest on świadomością siebie. To głębokie poznanie siebie przez Boga jest uwikłane w rozróżnienie pomiędzy poznającym a poznanym, z którego wynika możność stania się duchem. Ten immanentny proces samouświadamiania, w którym fakt, że są trzy Osoby boskie, nie jest zawarty, ale tylko możliwy, odbija się i zajmuje miejsce w wiecznej i nieosobowej idei, czyli wiedzy Boga, która istnieje poza pierwotną wolą, ale nie osobno od niej. Konkretna rzeczywistość czy osobowość jest dana do tej boskiej Ternar, jak to nazywa von Baader, przez naturę, zasadę samoistności indywidualnego bytu, który jest w wieczności i w konieczności wytwarzany przez Boga. Troistość osób jest osiągnięta dopiero w naturze. Trzeba zauważyć, że proces ten nie może być rozumiany jako następstwo zdarzeń w czasie: trzeba na niego patrzeć sub specie aeternitatis, jako konieczne elementy i momenty samorozwoju boskiego Bytu. Nie można też mylić natury z substancją stworzoną ani z materią jako czymś, co istnieje w przestrzeni i w czasie. Jest ona raczej niebytem, czystą innością (alteritas) Boga – Jego cieniem, pragnieniem, chceniem, czy – jak to określają pisarze mistyczni – jego desiderium sui. Stworzenie, które samo jest wolnym i pozaczasowym aktem bożej miłości i woli, nie może być wywiedzione drogą spekulatywną, ale musi zostać zaakceptowane jako rzeczywisty fakt.
Byty stworzone dzielą się na trzy porządki: inteligentnych aniołów, nieinteligentnych przedmiotów naturalnych i człowieka, który pośredniczy między tymi porządkami. Byty inteligentne uposażone są w wolność, jest możliwe (ale nie jest konieczne), że upadną. Stąd fakt upadku nie jest prawdą metafizyczną i spekulatywną, ale tylko zrealizowaną historyczną możliwością. Anioły upadły na skutek pychy – na skutek pragnienia podniesienia siebie do równości z Bogiem, człowiek natomiast upadł przez poniżenie siebie do poziomu natury. Dopiero po upadku człowieka rozpoczęło się stworzenie czasu, przestrzeni i materii, czyli świata takim, jakim go znamy. Motywem kreacji było pragnienie udzielenia człowiekowi możliwości uczestnictwa w zbawieniu, ponownego zbliżenia się do obrazu Boga, według którego człowiek został stworzony. Filozofia przyrody i antropologia, które w łączności z powyższymi rozważaniami von Baader ujmuje w rozproszonych dziełach, są zgodne z wypowiedziami Boehmego. W naturze i w człowieku von Baader odnajduje ślady bezpośrednich następstw grzechu, które zepsuły tak naturę, jak i człowieka i zniszczyły ich pierwotną harmonię.
W swojej etyce von Baader odrzuca jakiekolwiek niezależne systemy etyczne, w szczególności system kantowski. Nieposłuszeństwo wobec niezależnych praw moralnych, ale realizacja w sobie życia bożego jest prawdziwym celem moralnym. Ale człowiek z własnej winy stracił możliwość tej realizacji przez siebie, bo oddzielił się od Boga, stąd żadna teoria etyczna odrzucająca fakt grzechu i zbawienia nie jest satysfakcjonująca ani nawet możliwa. Historia człowieka i całej ludzkości jest historią zapłaty za bożą miłość. Tylko w relacji z Chrystusem otrzymujemy jego darzącą cnotę, a relacja ta realizuje się w modlitwie i sakramentach Kościoła – samo działanie nie jest wystarczające. Człowiek w swoich relacjach społecznych jest zależny od dwóch wielkich instytucji: czasowego, ograniczonego i naturalnego państwa i wiecznego, wszechogarniającego i ponadnaturalnego Kościoła.